# Gimnastyka sportowa na Letniej Uniwersjadzie 2019
Zawody gimnastyki sportowej na Letniej Uniwersjadzie w Neapolu 2019 rozegrano w dniach 3-7 lipca w kompleksie PalaVesuvio.

## Mężczyźni
| Konkurencja            | Złoto            | Srebro                     | Brąz                 |
| ---------------------- | ---------------- | -------------------------- | -------------------- |
| Wielobój drużynowy     | Japonia          | Chińskie Tajpej            | Rosja                |
| Wielobój indywidualny  | Kazuma Kaya      | Iwan Stretowicz            | Lee Chih-kai         |
| Ćwiczenia na parkiecie | Kiryłł Prokopiew | Kazuma Kaya                | Kakeru Tanigawa      |
| Koń z łękami           | Lee Chih-kai     | Nariman Kurbanow           | Kazuma Kaya          |
| Kółka                  | Artur Awetisjan  | Vinzenz Höck İbrahim Çolak | Nie przyznano        |
| Skoki                  | Kim Han-sol      | Jahor Szaramkou            | Luís Guilherme Porto |
| Poręcze                | Kakeru Tanigawa  | Iwan Stretowicz            | Ahmet Önder          |
| Drążek gimnastyczny    | Tang Chia-hung   | Milad Karimi               | Iwan Stretowicz      |

## Kobiety
| Konkurencja            | Złoto            | Srebro              | Brąz                |
| ---------------------- | ---------------- | ------------------- | ------------------- |
| Wielobój drużynowy     | Japonia          | Rosja               | Włochy              |
| Wielobój indywidualny  | Hitomi Hatakeda  | Uliana Perebinosowa | Lilia Ahaimowa      |
| Skoki                  | Marina Nekrasowa | Lilia Ahaimowa      | Tatiana Nabiewa     |
| Poręcze asymetryczne   | Hitomi Hatakeda  | Tatiana Nabiewa     | Asuka Teramoto      |
| Równoważnia            | Hitomi Hatakeda  | Lara Mori           | Uliana Perebinosowa |
| Ćwiczenia na parkiecie | Carlotta Ferlito | Aiko Sugihara       | Uliana Perebinosowa |